# Double Famous
Double Famous（ダブル・フェイマス）は日本の東京発、7人編成のバンドである。通称「無国籍音楽のエスペラント楽団」。1993年結成。全国各地のライブハウス、レストラン、クラブなどでのステージに加えて、フジロックフェスティバルや朝霧JAMなど野外フェスティバルにも参加。

## 来歴
1998年、アルバム『ESPERANTO』でデビュー。SPEEDSTAR RECORDSから2001年に2ndアルバム『SOUVENIR』を、2003年にヴォーカルに畠山美由紀、中納良恵(EGO-WRAPPIN')、Leyonaを迎えたライブアルバム『LIVE IN JAPAN』をリリース。2005年9月22日には約2年ぶりとなるニューアルバム『Brilliant Colors』を発表した。
2008年にはバンド結成15周年を迎え、畠山美由紀がヴォーカルで参加したアルバム『Double Famous』をリリース。大阪、東京で15周年を記念して、中納良恵(EGO-WRAPPIN')、Leyona、二階堂和美らゲストと共にバンドの集大成的なワンマンライブを公演。10月には15年の歴史の中で生まれたアルバム未収録曲をコンパイルした『Happy Hour』を発表した。
2009年に結成時からのオリジナルメンバー青柳拓次が自身の活動に専念するためバンドを脱退。また畠山美由紀、栗林慧、タミーもそれぞれの活動に専念するためバンド活動を休止。
2010年に藤堂正寛が加入したが、2012年に高木二郎が活動休止し、現在は6人編成で活動中。

## メンバー
- 栗原務（くりはらつとむ）ドラム、パーカッション、ハーモニカ
- 坂口修一郎（さかぐちしゅういちろう）トランペット、トロンボーン、パーカッション(Blog)
- 藤田文吾（ふじたぶんご）テナーサックス、クラリネット、パーカッション
- 岡田"Kaya"真由美（おかだ"かや"まゆみ）アルトサックス、フルート、ピッコロ、アルトフルート(Blog)
- 細窪洋介（ほそくぼようすけ）ボンゴ、ダンベック
- 藤堂正寛（とうどうまさのり）キーボード、アコーディオン(Official Site)

### 過去に在籍したメンバー
- 栗林慧（くりばやしさとし）ウクレレ・バンジョー・カズー(Blog)2009年活動休止
- 民（ひろかわ J たみ）コンガ(Blog)2009年活動休止
- 青柳拓次　a.k.a. Kama Aina（あおやぎたくじ）アコーディオン・ギター(Blog)2009年脱退
- 畠山美由紀（はたけやまみゆき）ボーカル(Official Site)
- 高木二郎（たかぎじろう）ベース、バンジョー(Blog)2012年活動休止

## ディスコグラフィー

### アルバム
- Esparant（1998年）
- SOUVENIR（2001年11月21日）
- Live in Japan（2003年9月17日）ライブアルバム
- BRILLIANT COLORS（2005年9月22日）
- DOUBLE FAMOUS（2008年7月9日）
- 6Variations（2014年11月27日）